# Desaparezca aquí
Desaparezca aquí es el tercer álbum del cantautor español Nacho Vegas publicado por Limbo Starr en el 2005.
Su esperado tercer disco en solitario. Esta vez, un álbum sencillo, que no simple. Nacho pisa el acelerador de la intensidad y consigue un sonido más feroz, más de banda, a medida de "Las Esferas Invisibles".
Canciones como "Autoayuda", "Perdimos el control" o "Ella me confundió con otra persona" lo tienen todo para enganchar a los adictos de Neil Young & Crazy Horse o de Nick Cave & The Bad Seeds. Además, Nacho afila su sentido del humor, ampliando sus registros. Suena cáustico en "El hombre que conoció a Michi Panero" y siniestramente alegre en "Nuevos planes, idénticas estrategias".
Nacho también brilla en piezas de sabor clásico, como la agridulce "Al norte de mí" o la vulnerable "La noche más larga del año".
"Ocho y Medio", con una melodía que podría pasar como propia de Phil Ochs o Leonard Cohen.
Otra que atrapa enseguida es "Cerca del cielo", dedicada a Juanito Oiarzabal, un himno que retrata esa "guerra tan cruel/de uno contra uno mismo". Nacho se inspira en la figura tragicómica del escalador vitoriano que sufrió amputaciones en su quijotesca expedición al K2.
A lo largo del disco, se entremezclan distancia humorística y conflictos descarnados.

## Lista de canciones
| N.º | Título                                      | Duración |  |
| 1.  | «Maravillas de la condición humana»         | 2:12     |  |
| 2.  | «El hombre que casi conoció a Michi Panero» | 5:42     |  |
| 3.  | «Ella me confundió con otra persona»        | 6:37     |  |
| 4.  | «Nuevos planes, idénticas estrategias»      | 5:59     |  |
| 5.  | «Cerca del cielo»                           | 6:29     |  |
| 6.  | «Perdimos el control»                       | 4:44     |  |
| 7.  | «Ocho y medio»                              | 6:54     |  |
| 8.  | «Al norte de mí»                            | 6:23     |  |
| 9.  | «Autoayuda»                                 | 6:00     |  |
| 10. | «La noche más larga del año»                | 7:38     |  |